# Franz Ignaz Flurer
Franz Ignaz Flurer (Augusta, 1688 – Graz, 1742) è stato un pittore austriaco.

## Biografia
Flurer studiò nella bottega di Johann Rieger ad Augusta dal 1701 al 1706, poi nel 1720 entrò al servizio del conte Ignaz Maria Attems (1652-1732), il quale gli commissionò affreschi, pale d'altare, dipinti di paesaggi e di altri soggetti artistici, principalmente destinati agli svariati castelli degli Attems disseminati nella Stiria slovena.
Lo stile di Flurer suggerisce una buona conoscenza della pittura veneziana del XVII secolo. In particolare, i suoi paesaggi si ispirano ai lavori di Marco Ricci, Luca Carlevarijs e Pieter Mulier (detto Cavalier Tempesta). Altri quadri includono soggetti religiosi e cicli mitologici.
Per l'altare maggiore del Duomo di Graz dipinse Sant'Egidio (1730–33).